# 貴生川町
貴生川町（きぶかわちょう）は滋賀県甲賀郡にあった町。現在の甲賀市水口町の野洲川以南にあたる。

## 地理
- 山岳：盆天山、飯道山
- 河川：杣川、野洲川、宮川、滝川

## 歴史
- 1942年（昭和17年）1月1日 - 貴生川村・北杣村が合併して発足。
- 1955年（昭和30年）4月15日 - 伴谷村・柏木村・水口町と合併し、改めて水口町が発足。同日村廃止。

## 交通

### 鉄道路線
- 日本国有鉄道
  - 草津線
  - 信楽線（現・信楽高原鐵道信楽線）
    - 貴生川駅
- 近江鉄道
  - 本線
    - 貴生川駅